# Orde van Sint-Jan (Verenigd Koninkrijk)

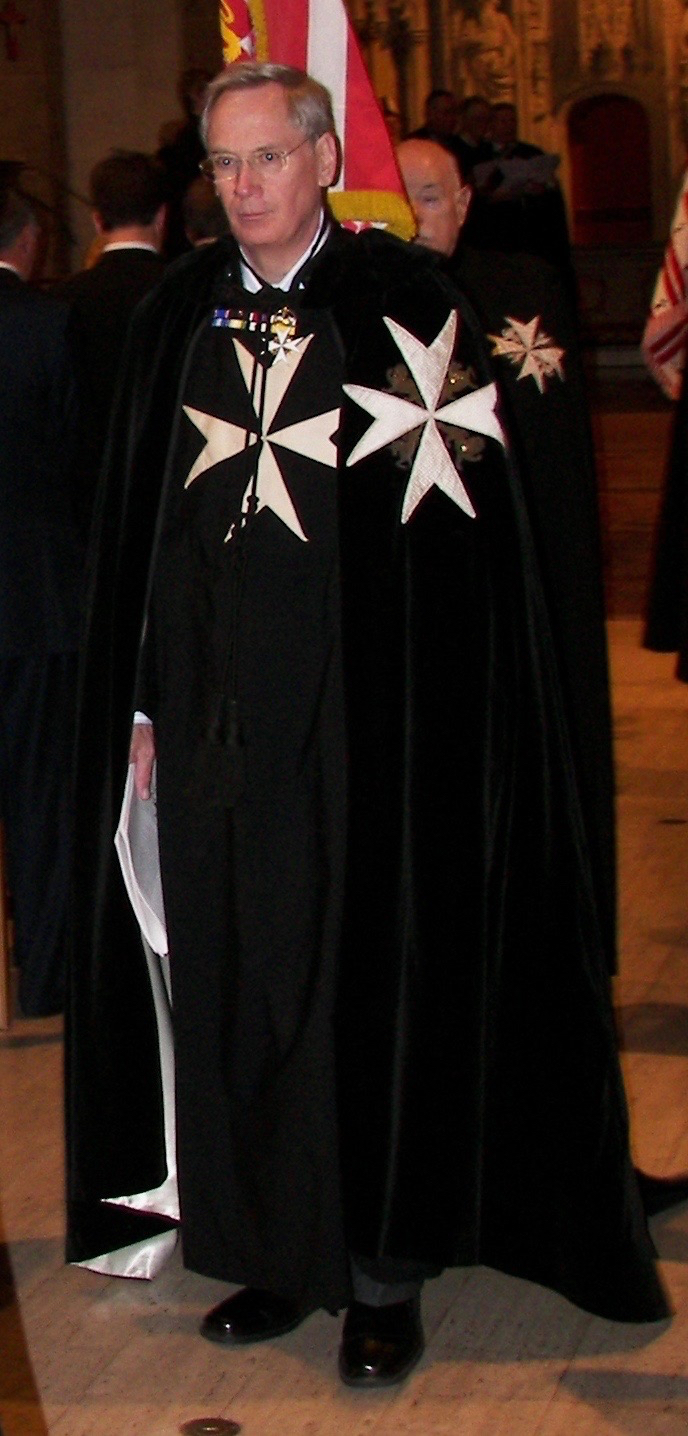
Z.K.H. De Hertog van Gloucester is Grootprior, Eerwaarde Orde van Sint-Jan

De omvangrijke eigendommen van de Engelse "langue" of "tong" van de tijdens de kruistochten gestichte Orde van Sint-Jan (Engels: Most Venerable Order of the Hospital of Saint John of Jerusalem) werden in 1558 door Elizabeth I geconfisqueerd. De orde zelf werd niet verboden of zelfs maar opgeheven maar in het streng protestantse en anti-katholieke Engeland van de 16e tot en met de 18e eeuw was er voor een katholieke orde van hospitaalridders en religieuzen geen plaats.

## Geschiedenis
In 1814 was Malta, voornaamste zetel van de Orde van Malta, door Engeland bezet, de oude ridderorde was daardoor in een ernstige crisis geraakt en zonder grondgebied of grootmeester leek haar voortbestaan ernstig in gevaar. Enige romantische Engelse edelen bereidden in dat jaar desondanks een herstel van de Orde in Frankrijk voor. Gesteund door een bul van paus Pius VII en een brief van de in Catania residerende luitenant-grootmeester werd de Orde niet alleen in Frankrijk waar zij in 1792 was verboden maar ook in Engeland heropgericht.
De eerste jaren van de Orde zijn in de bij pseudo-orden gebruikelijke mist gehuld; de archieven zijn niet compleet, er is sprake van valse adellijke titels, verdachtmakingen en afsplitsingen. Het doel van de heroprichting lijkt het verzamelen van geld voor het veroveren van een nieuw land voor de Orde te zijn geweest. In 1826 werkten de Franse ridder Filip de Castellane en graaf Alejandro de Mortara aan een plan om een kwart miljoen pond bijeen te brengen voor de verovering van Griekenland. De vele sinds de val van Napoleon werkloze officieren konden zich onder het vaandel van de Orde scharen en zouden dan, net als de geldschieters, Ridders van Sint-Jan zijn. Van de verovering, men zou het kruistocht kunnen noemen, kwam niets terecht.
Er werd te weinig geld bijeen gebracht en er meldden zich weinig officieren voor het avontuur zodat de Orde geen rol speelde in de Griekse Onafhankelijkheidsoorlog. Maar er waren nu voldoende ridders om een organisatie op te zetten; op 12 januari 1831 kwam een constituerende raad bijeen. Het eerste adres van de Orde was een oude kroeg met de toepasselijke naam "The Old Jerusalem Tavern" met als adres St John's Square, Clerkenwell.
Een van de eerste acties van het oprichtingsbestuur was het wegjagen van de zogenaamde graaf Mortara omdat deze titels zou hebben verkocht. De Franse ridders steunden Mortara en de orde splitste zich al bij de oprichting in twee rivaliserende facties. In 1837 verdween graaf Mortara spoorloos en met hem verdween ook "zijn" Orde van Sint-Jan in de langue Engeland.
De eerste ridders waren protestantse en katholieke edelen die nog door de groot-aalmoezenier kardinaal de Rohan en grootmeester Ferdinand von Hompesch zu Bolheim in de Orde van Malta waren opgenomen. In 1831 werd Sir Robert Peat, de anglicaanse hofkapelaan van koning George IV, de eerste Engelse Prior van de "Eerwaardige tong Engeland" sinds meer dan 200 jaar.
De tweede prior, grootprior Sir Henry Dymoke volgde Sir Robert Peat in 1837 op. Hij zocht contact met de Duits en Romeinse ridders van wat in de ogen van de Engelsen één Orde van Sint-Jan was. Ondanks onderhandelingen die in eerste aanleg veelbelovend verliepen weigerde de intussen in Rome residerende luitenant-grootmeester Filippo di Colloredo-Mels (1845-1864) in 1858 de Engelse tong als een deel van de Orde van Sint-Jan te erkennen. Rome wenste een puur katholieke en aan de paus onderworpen Orde.
De Orde ging daarop als "The Sovereign and Illustrious Order of St John of Jerusalem, Anglia" haar eigen weg. In 1861 werd de 7e hertog van Manchester de derde grootprior en de Orde wist in 1867 ook de prinses van Wales aan zich te binden. In 1863 was de Orde betrokken bij het oprichten van het Internationale Rode Kruis op de Conferentie van Genève. In 1877 werden door de inmiddels iets bescheidener "Order of Saint John of Jerusalem in England" geheten orde de eerste St. John Ambulances in Engeland uitgerust en in 1882 volgde een hospitaal voor ooglijders in Jeruzalem.
In 1888 kreeg de Orde die al jaren werd ondersteund door de prins en prinses van Wales ook koninklijke goedkeuring en hield zij op een particulier initiatief en een "pseudo-orde" te zijn. Koningin Victoria verleende de Orde de naam "Eerwaarde Orde van Sint-Jan" (Engels: "The Grand Priory in the British Realm of the Most Venerable Order of the Hospital of Saint John of Jerusalem"). De koningin nam de titel van "soeverein-hoofd" van de Orde aan en bepaalde dat deze titel erfelijk zou zijn en aan de Britse kroon werd verbonden.
In 1955 en 1974 werd het "koninklijke charter" van de Orde herzien. De naam werd in 1974 verkort tot "Most Venerable Order of Saint John" (Engels: "Eerwaarde Orde van Sint-Jan") en de activiteiten werden uitgebreid naar de Verenigde Staten en landen in het Gemenebest.
De Orde is altijd oecumenisch geweest maar zij wordt, zeker nu zij ook in Engeland naast een officiële afdeling van de "roomse" Orde van Malta werkt, als protestants gezien. De vier protestantse Johannieterorden op het vasteland van Europa erkenden de Engelse Orde in 1961 in de Alliantie van Niederweisel en in 1963 ook door de dankzij paus Johannes XXIII meer oecumenisch gezinde Soevereine Militaire Hospitaal Orde van Sint Jan van Jeruzalem van Rhodos en van Malta erkend.
De Eerbare Orde van Sint Jan neemt christenen als leden en ridders op maar accepteert ook aanhangers van andere godsdiensten als "honoraire leden" in haar midden. De ridders en leden moeten zweren de christelijke doelstellingen van de Eerbare Orde te willen realiseren.

## De Eerwaarde Orde en de "Alliance Internationale"
In de alliantie van Niederweisel in 1961 verenigden de :
- in Duitsland gevestigde "Balley Brandenburg des Ritterlichen Ordens Sankt Johannis vom Spital zu Jerusalem" met haar Oostenrijkse, Franse, Hongaarse en Zwitserse commanderijen,
- de "Johanniter Orde in Nederland",[2]
- de Zweedse "Johanniterorden i Sverige", en de
- Eerbare Orde van Sint Jan zich. Zij hebben een gezamenlijk secretariaat in Genève en bestrijden gezamenlijk de aanspraken van de vele -in hun ogen- "pseudo-orden" die zich Orde van Sint-Jan wensen te noemen.

## De Orde in het Verenigd Koninkrijk
De Britse souverein, Elizabeth II, is souverein hoofd van de Orde. In rang volgen dan de grootprior, prins Richard, hertog van Gloucester en de twee Eredames-Grootkruis de Birgitte, hertogin van Gloucester en de prinses Royal.
De zes graden van de Eerbare Orde van Sint-Jan zijn:
- Graad I - Baljuws of Dames Grootkruis (G.C.St.J)
- Graad II - Ridders of Dames van Justitie en Gratie (K.St.J of D.St.J)
- Graad III - Kapelaans (Ch.St.J) en Commandeurs (C.St.J)
- Graad IV - Officieren (O.St.J)
- Graad V - Werkende Broeders en Zusters van de Orde (S.B.St.J) of (S.S.St.J)
- Graad VI - Heren, i.e. "Esquires" (Esq.St.J)

Zoals in het Verenigd Koninkrijk gebruikelijk, plaatsen de leden letters die hun decoraties aanduiden achter hun naam.
De Officieren van de Orde
De grootprior wordt in het besturen van de Orde bijgestaan door vier andere officieren :
- De Lord Prior van Sint-Jan
- De Prelaat (geestelijke met de rang van een bisschop)
- De Plaatsvervangende Prior (er kunnen meerdere plaatsvervangers worden benoemd)
- De Sub-Prior wat zoiets als vervangend geestelijke betekent.

De genealoog is honorair benoemd maar er is een secretariaat met vaste medewerkers.
De rangorde binnen de Orde
Deze rangorde heeft buiten de Orde en ook aan het hof geen geldigheid of betekenis.
1. Het Soevereine Hoofd
2. De Grootprior
3. De "Lord Prior of St. John"
4. De Prior of Commandeur van het gebied waar de Orde bijeenkomt
5. De Prelaat
6. De Plaatsvervangend Prior
7. De Sub-Prior
8. Baljuws and Dames Grootkruis
9. De Priors
10. De leden van de Grote Raad
11. De vier hoogste Officieren
12. De Sub-Prelaten
13. De Hospitaalridder
14. Ridders en Dames
15. Kapelaans
16. Commandeurs
17. Officieren
18. Werkende Broeders en Zusters
19. "Esquires"

### Ordekleding en insignia van de Orde

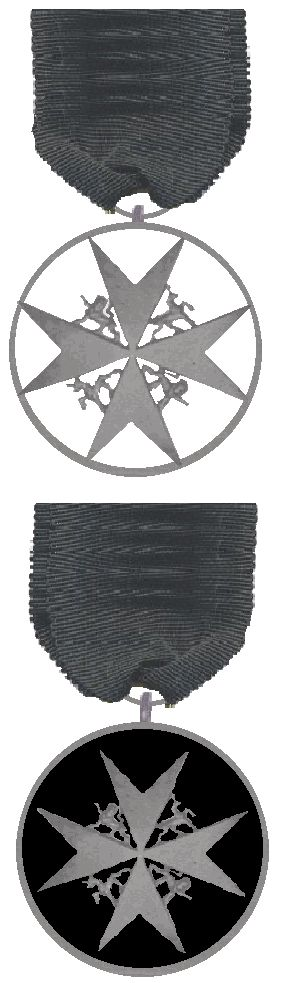

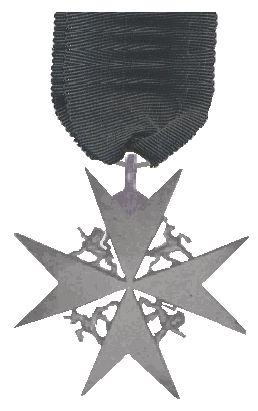
De insignia van een "Serving Brother of the Most Venerable Order of the Hospital of Saint John of Jerusalem" uit de Tweede Wereldoorlog, uit 1950 en uit 1994.

- De soeverein draagt als ordekleding een wit gevoerde, zwarte zijden mantel met een sleep en een groot gekroond geborduurd kruis op de linkerschouder.

- De Grootprior draagt eenzelfde mantel zonder kroon of sleep.

- Baljuws-Grootkruis en de voor 1926 benoemde Ridders van Justitie dragen een zwarte merinowollen mantel. Op de linkerborst is een kruis van de Orde aangebracht.

De lagere rangen dragen mantels met kleinere en eenvoudiger geborduurde kruizen. Dames dragen pas sinds 1974 mantels.
De Grootkruisen dragen hun kruis aan een zwart zijden lint over de linkerschouder op de rechterheup.
Ridders en commandeurs dragen een kruis om de hals.
Officieren dragen een kruis op de linkerborst.
De anderen dragen een medaille.
De insignes van de "werkende broeders en zusters" waren lange tijd zeer eenvoudig en goedkoop uitgevoerd. De curator van het museum van de orde noemt de uitvoering van 1948 zelfs "cheap and nasty". In een aantal overzeese balijen werden de insignes dan ook alsnog verchroomd om ze toonbaarder te maken.
Tussen 1892 en 1948 werden zilveren medailles uitgereikt. Op de ronde medaille was in reliëf een kruis van Malta afgebeeld met twee leeuwen en twee eenhoorns in de armen. De achtergrond was zwart gemaakt zodat het kruis beter zichtbaar was.

In de Tweede Wereldoorlog werd de achtergrond opengelaten.Zo kon op zilver worden bespaard. De op deze wijze vervaardigde medailles kwamen uit de werkplaats van de vermaarde juweliers Spink&son.

Om fiscale redenen werden de medailles in 1949 vervangen door een ronde medaille van onedel metaal.
Deze medaille bleef met geringe wijziging tot 1984 in gebruik. Vooral bij de latere insignes is de kwaliteit erg slecht. Dat wordt in verband gebracht met het grote aantal broeders; ieder jaar worden tussen de 250 en 400 broeders en zusters benoemd.
In 1984 werd een kruis zonder kroon ingevoerd als draagteken voor het alsmaar aanzwellende legioen van broeders en zusters. De leiding van de orde koos een slordig uitgevoerd kruisje met grof weergegeven wapendieren en een holle vorm. In 1994 kwam er, na veel kritiek, een nieuw met rodium gepatineerd kruis dat van redelijke kwaliteit is.
Het draaglint is zwart maar geassocieerde broeders en zusters dragen een lint met een witte middenstreep.
De afdeling van de orde in Maleisië draagt afwijkende linten.

### Heraldiek en privileges
Deze Eerbare Orde is een koninklijke orde en geen onderscheiding van de staat maar alle landen van het Gemenebest staan het dragen van de insignes op uniformen en andere kleding toe. Aan de Orde is geen adeldom verbonden maar de ridders worden wel door de Grootprior "geridderd" met een ceremonieel zwaard. De ridders mogen een wapenschild voeren en schildhouders in hun wapen plaatsen.

## Voetnoten
1. ↑  www.stjohn.org.za
2. ↑  www.johanniter.nl
3. ↑  St John Museum
4. ↑  www.sja.org.uk